# Don’t Phunk with My Heart
Don’t Phunk with My Heart – piosenka zespołu Black Eyed Peas promująca jej czwarty album studyjny Monkey Business. 10 maja 2005 została wydana jako pierwszy singel z teh płyty. Tekst do piosenki napisali Will.i.am, Fergie, Printz Board, G. Jr Pajon i Full Force. Niektóre stacje radiowe grając piosenkę zmieniły wyraz "Phunk" na "Mess" ponieważ "Phunk" kojarzył się z "Fuck". W 2009 remiks piosenki umieszczono na wersji deluxe albumu The E.N.D. pod tytułem Don’t Phunk Around. Melodie użyte w "Don’t Phunk with My Heart" to połączenie dwóch indyjskich piosenek filmowych "Ye Mera Dil Ka Diwana Pyaar" i "Ae Naujawan Hai Sub" z lat 70. XX w.. Oba utwory były skomponowane przez Kalyanji Anandji, a śpiewane przez Asha Bhosle.

## Sukcesy
"Don’t Phunk with My Heart" osiągnął 3. miejsce w USA jak i również w Wielkiej Brytanii. W Latin America Top 40 utwór zajął 31. miejsce, następnie dotarł do pierwszej dziesiątki trzy tygodnie później i znalazł się na 2. pozycji w 11 tygodniu od wydania. Grupa była dwukrotnie nominowana w 2006 do Nagrody Grammy w kategorii "Best Rap Performance By A Duo Or Group". Piosenka zdobyła również nagrodę BMI Award, którą przyznano Kalyanji Anandji za kompozycje "Ye Mera Dil" i "Ae Nujawan", które wykorzystano w piosence. Nagrodę odebrał Anandji Virji Shah żyjący członek duetu.

## Lista utworów

### Singel CD
1. "Don’t Phunk with My Heart" – 4:04
2. "Don’t Phunk with My Heart" (Chicago house remix) – 3:48

### Maxi singel CD
1. "Don’t Phunk with My Heart" – 4:04
2. "Don’t Phunk with My Heart" (Chicago house remix) – 3:48
3. "Bend Your Back" – 3:43
4. "Don’t Phunk with My Heart" (wideo)

### Singel promo
1. "Don't Mess with My Heart" (Radio Version) – 4:04

## Pozycje na listach
| Chart (2005)                     | Miejsce |
| -------------------------------- | ------- |
| Australia                        | 1       |
| Ö3 Austria Top 40                | 5       |
| Ultratop 50 (Belgia)             | 4       |
| Belgia (Wallonia)                | 8       |
| Kanada                           | 1       |
| Dania                            | 2       |
| Holandia                         | 2       |
| Eurochart Hot 100 Singles        | 3       |
| Finlandia                        | 1       |
| SNEP                             | 7       |
| Media Control Charts             | 8       |
| Irlandia                         | 4       |
| Izrael                           | 1       |
| Włochy                           | 4       |
| RIANZ                            | 1       |
| Norwega                          | 4       |
| Hiszpania                        | 2       |
| Szwecja                          | 6       |
| Szwajcaria                       | 3       |
| UK Singles Chart                 | 3       |
| U.S. Billboard Hot 100           | 3       |
| U.S. Billboard Pop 100           | 2       |
| U.S. Billboard Hot Rap Tracks    | 22      |
| U.S. Billboard Latin Pop Airplay | 32      |